# Boi de piranha
Boi de piranha é uma expressão popular brasileira.
Essa expressão designa uma situação onde um bem menor e de pouco valor é sacrificado para que em troca outros bens mais valiosos não sofram dano. Também pode referir ao sacrifício de um indivíduo na tentativa de livrar outro indivíduo (ou organização) de alguma dificuldade.
A expressão origina-se do meio pecuarista, em referência a uma situação onde criadores de gado, ao atravessar um rio infestado de piranhas, abateriam um dos touros, já velho e/ou doente, atirando seu corpo, sangrando, ao rio, para atrair os peixes carnívoros enquanto os peões cruzavam o rio com o restante do rebanho.